# Boonville (Missouri)

Lokalizacja miasta

Boonville – miasto w Stanach Zjednoczonych, w stanie Missouri, siedziba administracyjna hrabstwa Cooper.
Liczba mieszkańców w 2000 roku wynosiła 8253.